# Cokeries d'Anderlues
De Cokerie d'Anderlues was een cokesfabriek te Anderlues gelegen in Belgische provincie Henegouwen.

## Geschiedenis
De oorsprong van dit bedrijf ligt bij een mijnbouwonderneming. In 1867 fuseerden de in 1860 opgerichte Société Charbonniére du Midi d'Anderlues en de in 1858 gestichte Société du Bois de la Haye tot de Société d'Anderlues, die in 1894 werd omgedoopt tot S.A. des Houillères d'Anderlues. De mijnbouwactiviteiten, die reeds in 1850 begonnen waren, werden tot 1967 uitgevoerd, en in 1969 kwam een definitief einde hieraan. Aan het mijnbouwverleden herinnert een grote terril.
In 1906 werd op het 31,5 ha grote terrein een cokesfabriek gebouwd, waar tevens de restproducten die vrijkwamen bij de zuivering van het cokesovengas werden verwerkt tot pek, benzeen en dergelijke. In 1908 bedroeg de productie 74 kton cokes/jaar. Er werd vooral gietcokes vervaardigd, een kwaliteit die niet voor het hoogovenbedrijf, maar voor onder meer ijzergieterijen werd gebruikt. Pas vanaf 1970 ging men ook hoogovencokes produceren onder het merk "Cokan".
Nadat in 1969 de mijnbouw definitief was beëindigd maakte men nog gebruik van de in de terril aanwezige steenkool, terwijl men tevens zijn toevlucht nam tot geïmporteerde steenkool. In 1971 werd de naam van het bedrijf gewijzigd in S.A. des Cokeries et Houillères d'Anderlues, afgekort tot Cokeries d'Anderlues. De productie van ammoniumsulfaat werd beëindigd in 1987. In 1979 werd nog 120 kton steenkool per jaar verwerkt, wat 100 kton gietcokes, 0,65-1 kton benzeen, en 2 à 3 kton pek opleverde. Ook werd 33 miljoen m3 gas geproduceerd.
Vanaf 1978 werd het afvalwater, 150 m3 per dag, naar bassins op de top van de terril geleid. Na bezinking sijpelde het door de terril, en de benedengrond naar beneden, om uiteindelijk in de Hene terecht te komen. De oorspronkelijke bedding van dit riviertje lag op de plaats van de huidige terril, maar het riviertje werd omgeleid nadat de mijnactiviteiten begonnen.

## Ondergang
Hoewel de productie van de cokesfabriek nog geruime tijd is doorgegaan, werd er niet veel meer in geïnvesteerd. Het gevolg was dat de installatie uiteindelijk sterk verouderd was en in 2000 dan ook werd afgekeurd en er geen geld meer was om te investeren opdat aan de milieu- en veiligheidseisen kon worden voldaan. In 2002 werd het bedrijf gesloten. Een aantal gebouwen zijn nog aanwezig.

## Externe bron
- Rapport SPAQuE[dode link]